# Bernardino Gatti
Bernardino Gatti, genannt il Sojaro („der Böttcher“), (* 1495 oder 1496 in Pavia oder Cremona; † 22. Februar 1576 in Cremona) war ein italienischer Maler der der Schule von Parma.

## Leben
Gatti wr vermutlich ein Sohn des Böttchers Rolando Gatti und dessen Frau Maddalena (geborene de’ Grandi). Sein Beiname il Sojaro leitete sich aus dem Beruf des Vaters ab. Er bildete sich nach Antonio da Correggio und war in Pavia, Cremona und Parma tätig, wo er 1575 starb. Seine Werke weisen eine kraftvolle Zeichnung, harmonische Farbgebung und Stilreinheit auf. 1629 fertigte er ein großes Fresko der Auferstehung Christi am Haupteingang des Doms von Cremona, die an den Stil Giovanni Antonio da Pordenones erinnert, seine Madonna del Rosario im Dom von Pavia (1531) hingegen zeigt seine Anlehnung an Corregrgio. Gatti arbeitete 1535 in Vigevano für das Domkapitel und den Herzog von Mailand. Um 1543 wurde er nach Piacenza berufen, um die Ausschmückung der Kuppel in S. Maria di Campagna zu vollenden die Pordenone begonnen hatte. Um 1660 ließ sich Gatti in Parma nieder, wo er nach Anselmis Tod in der Steccata dessen Dekoration der Kuppel vollendete. Von 1560 bis 1570 arbeitete er dort an dem Fresko der Himmelfahrt Mariä und malte (grau in grau) zwischen Fenstern und Gesims die Figuren der Apostel und Geschichten aus dem Alten Testament und weitere Darstellungen. Eine große Assunta im Chor des Doms von Cremona blieb unvollendet.

## Familie
Gatti war mit Ippolita Zenebelli verheiratet und hatte mehrere Kinder:
- Uriele (Aurelio) Gatti (um 1556/1560 – 1602/1629)[3]
  - Nunzio Gatti
- drei Töchter Laura, Placida und Francesca Gatti

Gatti starb 1576 in Cremona kurz nachdem er seine Testament diktiert hatte und wurde am Folgetag in der Kirche S. Domenico beigesetzt.
Er war ein Onkel des Gervasio Gatti (genannt il Sojaro, 1549–1631), der ebenso wie sein Sohn Aurelio, Sofonisba Anguissola und vorübergehend auch Bartholomäus Spranger, zu seinen Schülern gehörten.

## Werke (Auswahl)

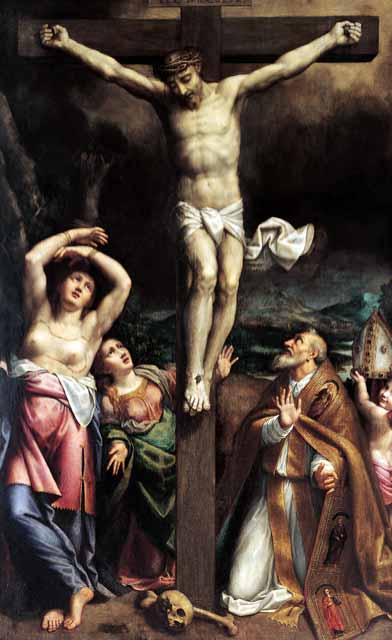
Kreuzigungsszene

- 1543: Drachenkampf des hl. Georg oder Der heilige Georg, den Lindwurm tötend und 8 Szenen des Marienlebens in der Kirche S. Maria di Campagna in Piacenza
- 1552: Geburt Christi (Hauptaltar) und das Fresco Das Brot- und Fischwinder Jesu im Refektorium von S. Pietro in Cremona (nicht mehr vorhanden)
- 1566: Die Himmelfahrt der Maria in der Kirche der Madonna della Steccata in Parma